# Crithagra scotops
Il canarino di foresta (Crithagra scotops Sundevall, 1850) è un uccello passeriforme della famiglia dei Fringillidi.

## Etimologia
Il nome scientifico della specie, scotops, deriva dall'unione delle parole greche σκοτος (skotos, "scuro") e ωψ (ōps, "faccia"), col significato di "dalla faccia scura", in riferimento alla livrea di questi uccelli.

## Descrizione

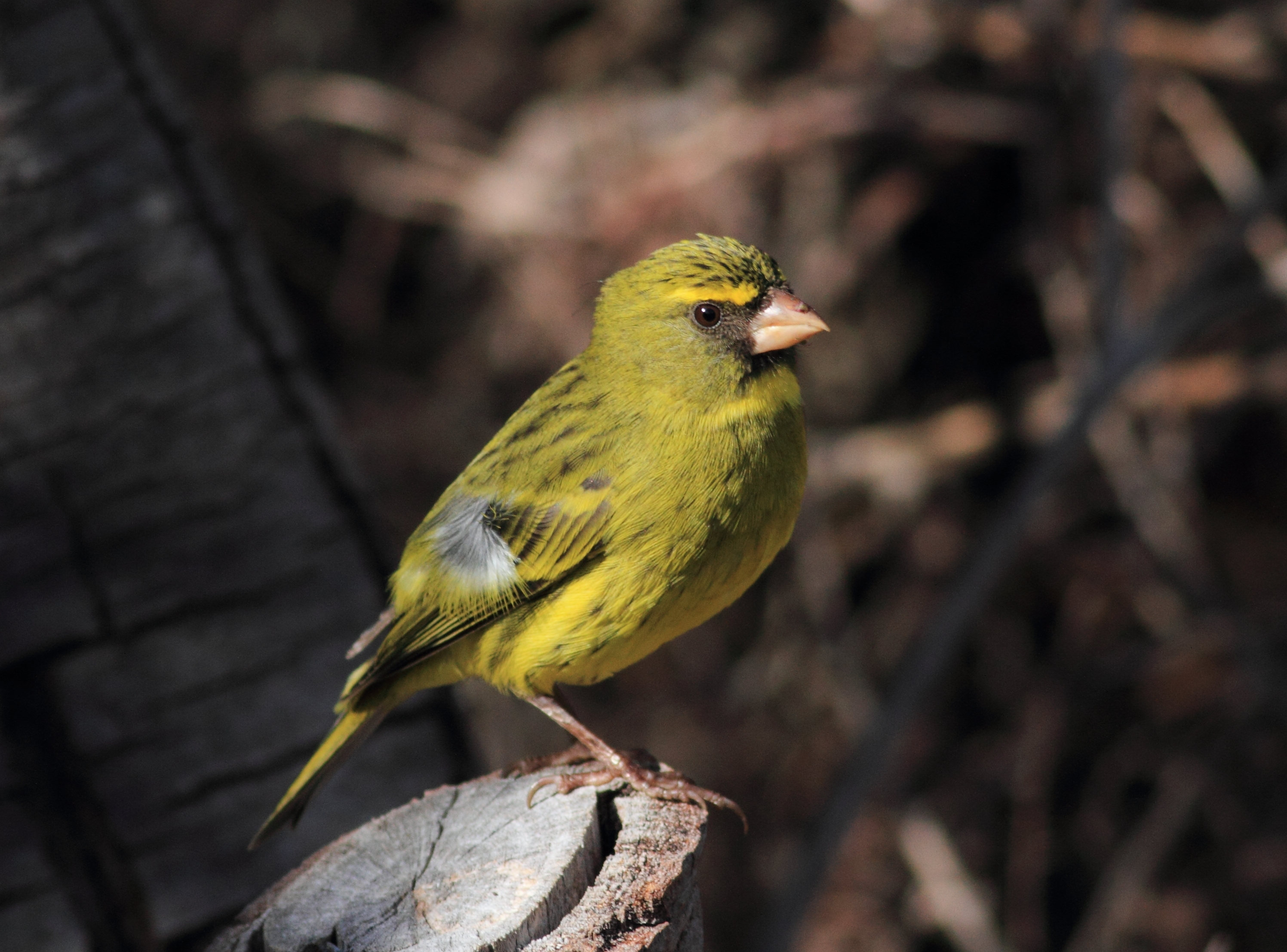
Esemplare nei pressi di Città del Capo.

### Dimensioni
Misura 12,5–13 cm di lunghezza, per un peso di 13-18 g.

### Aspetto
Si tratta di uccellini dall'aspetto slanciato, muniti di testa arrotondata, becco robusto e conico e coda dalla punta lievemente forcuta.

Il piumaggio è giallo su sopracciglio, ventre e codione, mentre testa, dorso e petto sono verde-giallastri, le remiganti sono nerastre con orli giallo-verdastri e la coda è nera: le penne attorno alla base del becco e dai lati dello stesso agli occhi sono di colore nerastro, a formare una mascherina. Tale mascherina costituisce motivo di dimorfismo sessuale, in quanto le femmine (che mancano inoltre del sopracciglio giallo ed in generale presentano colorazione più sobria e meno virante verso il giallo) ne sono sprovviste. In ambedue i sessi, becco e zampe sono di color carnicino, mentre gli occhi sono di colore bruno scuro.

## Biologia

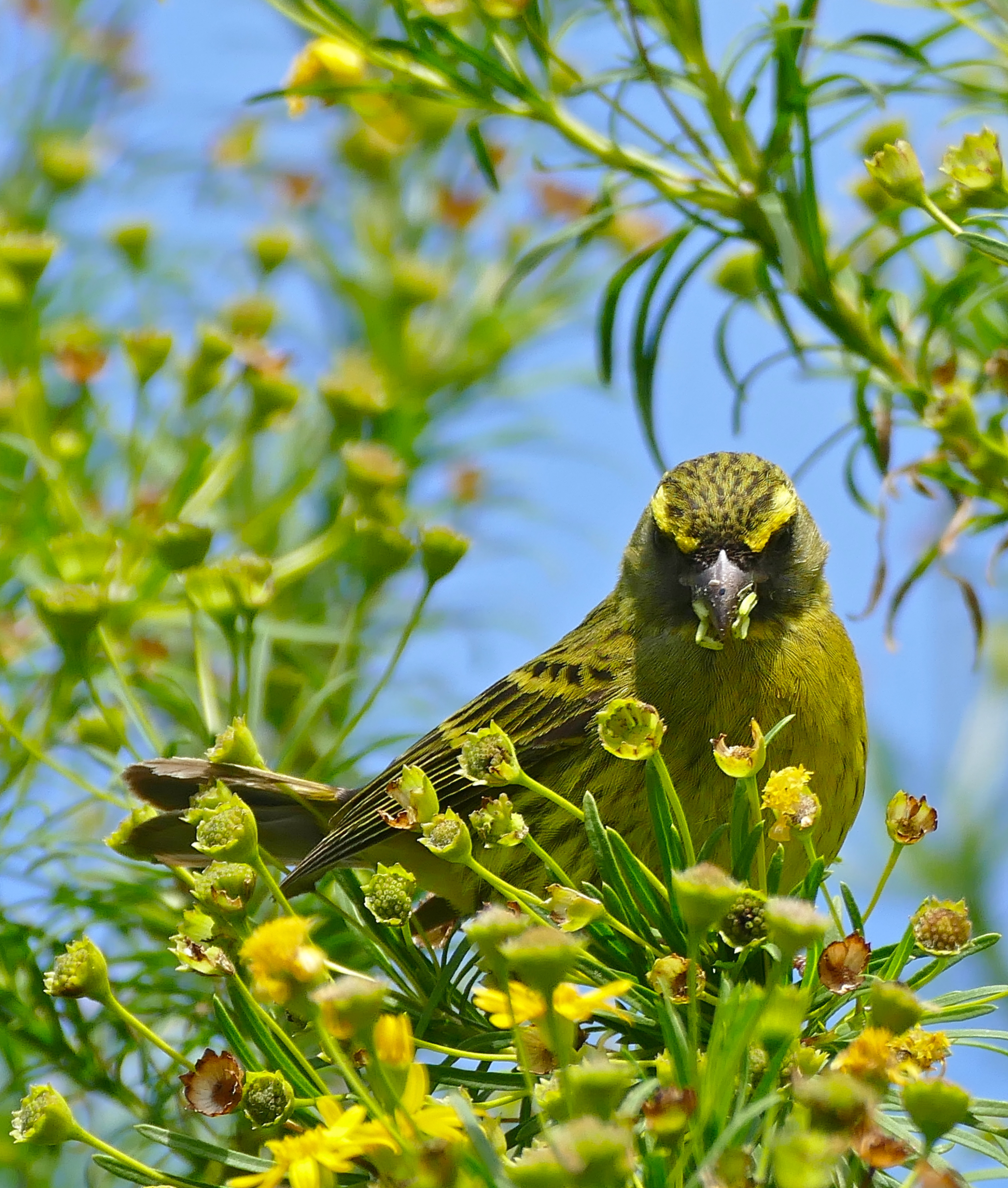
Esemplare si nutre su Table Mountain.

Si tratta di uccelli diurni e vivaci, che si muovono in coppie o in gruppetti, passando la maggior parte della giornata alla ricerca di cibo al suolo, fra l'erba alta o fra i rami.

### Alimentazione
Il canarino di foresta è un uccello granivoro, la cui dieta è basata su piccoli semi, ma comprende anche bacche, frutta, germogli, fiori e sporadicamente (soprattutto durante il periodo riproduttivo, quando il fabbisogno energetico è aumentato) anche insetti ed altri piccoli invertebrati, generalmente rinvenuti in maniera casuale fra il cibo abituale.

### Riproduzione
La stagione degli amori va da ottobre a marzo. Si tratta di uccelli monogami, coi maschi che competono fra loro per attrarre le potenziali compagne cantando a squarciagola da posatoi in evidenza, e corteggiando insistentemente le eventuali interessate seguendole con il piumaggio arruffato, le ali semiaperte e rivolte verso il basso, coda e testa erette e becco semiaperto, fino a quando la prescelta non vola via o segnala la propria disponibilità all'accoppiamento accovacciandosi sul proprio posatoio e spostando lateralmente la coda.
Il nido, a forma di coppa, viene costruito dalla sola femmina fra i rami degli alberi, intrecciando fibre vegetali e foderando l'interno con lanugine animale o vegetale. La cova delle 3-6 uova è anch'essa a carico della sola femmina: il maschio staziona di guardia nei pressi del nido, cantando incessantemente per tenere alla larga eventuali intrusi (che se capitano inavvertitamente nei pressi del nido vengono scacciati energicamente, tuttavia il raggio di territorialità di questa specie dev'essere piuttosto ridotto, essendo stati osservati anche due nidi su un singolo albero) e reperisce inoltre il cibo per sé e per la compagna. Le uova schiudono dopo circa due settimane di cova: i pulli, ciechi ed implumi alla schiusa, vengono imbeccati e accuditi da ambedue i genitori, e sono in grado d'involarsi attorno alle tre settimane di vita, pur rimanendo nei pressi del nido ancora per qualche giorno prima di disperdersi.

## Distribuzione e habitat

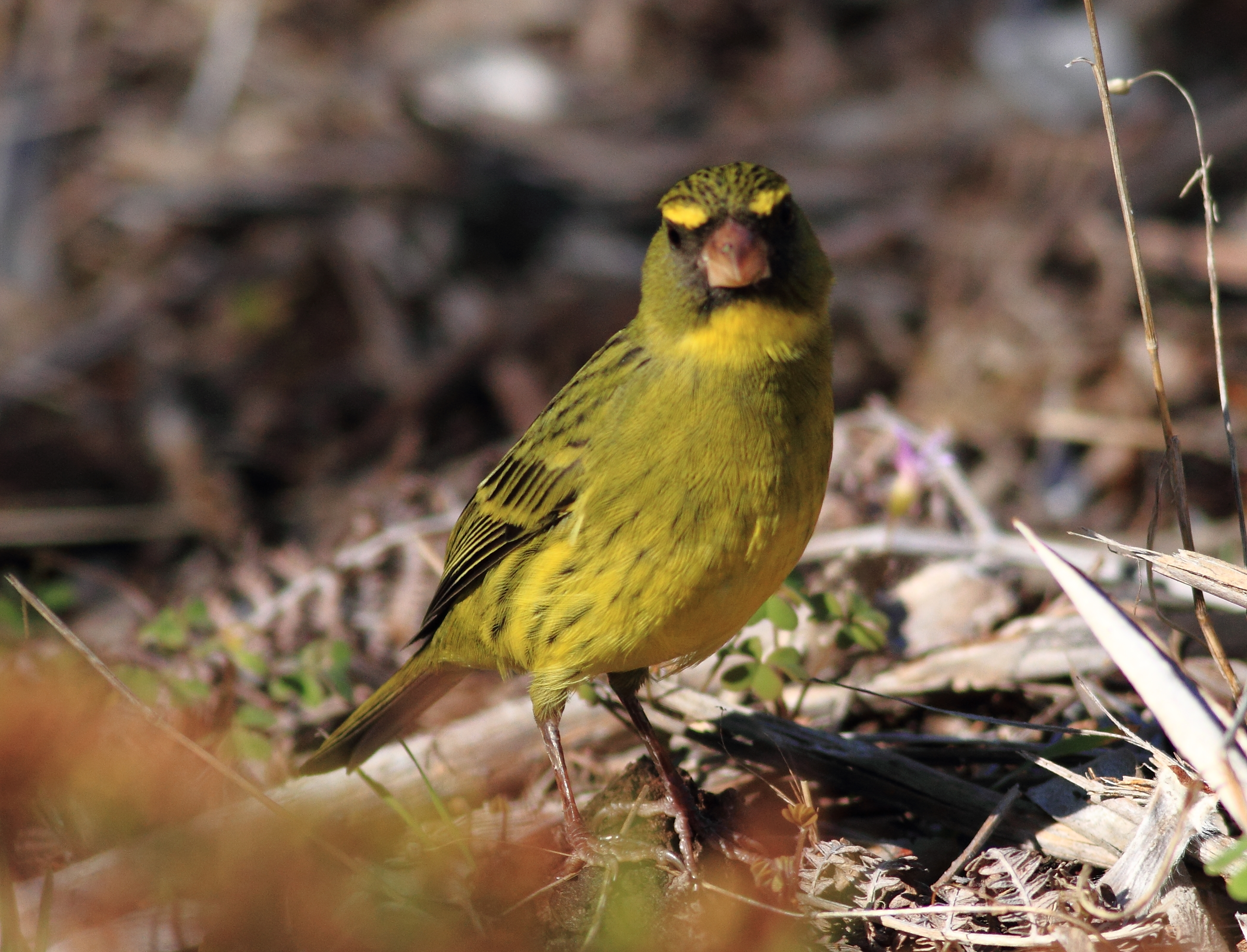
Esemplare al suolo sul Table Mountain.

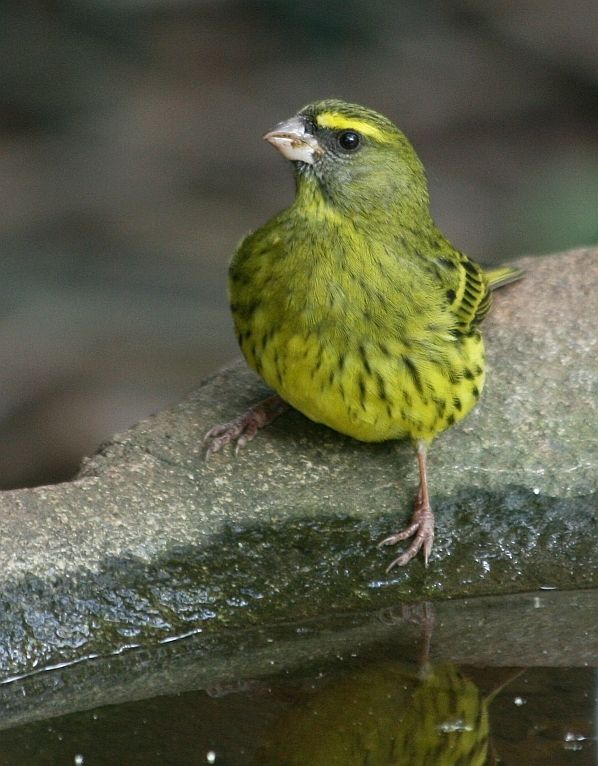
Esemplare al suolo nei pressi di Pietermaritzburg: l'acqua è un elemento molto importante per questi uccelli.

Il canarino di foresta occupa un areale che comprende gran parte dell'area costiera del Sudafrica ad est della penisola del Capo, incuneandosi poi verso nord attraverso i Monti dei Draghi.
L'habitat di questi uccelli, a dispetto del nome comune, è rappresentato sì dalle aree boscose e di foresta, ma prediligendo quelle sempreverdi submontane a copertura arborea meno densa, il limitare della boscaglia, i campi di taglio e le radure con presenza erbosa e cespugliosa attorno ai circa 1000 m di quota.

## Sistematica
Se ne riconoscono tre sottospecie:
- Crithagra scotops scotops Sundevall, 1850 - la sottospecie nominale, diffusa nello Swaziland settentrionale, nel Lesotho orientale e nell'area costiera del KwaZulu-Natal ad ovest fino al Capo Orientale;
- Crithagra scotops kirbyi Dowsett, 2012 - diffusa nel nord-est dell'areale occupato dalla specie;
- Crithagra scotops umbrosa (Clancey, 1964) - diffusa dallo Mpumalanga al Capo Occidentale;

la sottospecie nominale e quella umbrosa vivono in simpatria in buona parte del proprio areale, tuttavia la prima tende a vivere a quota inferiore (sotto i 900 m), mentre la seconda a quota superiore (sopra i 1000 m). La sottospecie kirbyi, invece, veniva precedentemente classificata come transvaalensis, nome tuttavia già utilizzato e che ha reso necessario lo spostamento.